# Tiger Tyson
Tiger Tyson, né le 20 mai 1977 à Brooklyn (New York), est un acteur pornographique américain apparaissant dans des films pornographiques gay. D'origines new-yorkaises et porto-ricaines et considéré comme un « blatino » (contraction d'Afro-Américain et Latino-Américain), il est célèbre pour son pénis particulièrement grand, son corps remarquable et ses fesses.

## Biographie
Originaire de Brooklyn, Tiger Tyson est entré dans l'industrie de la pornographie après avoir passé un certain temps en prison pour consommation et vente de drogue(s), ainsi que vol de voiture. Il a notamment travaillé pour le label Latino Fan Club.
Après avoir temporairement quitté l'industrie en 1999, il y est revenu en 2002. Hormis son travail dans la pornographie, il soutient activement la recherche sur le SIDA et les droits des homosexuels. Tyson a annoncé sa retraite en 2004 mais est immédiatement revenu au travail chez Pitbull Productions. Certains de ses films ont été distribués en exclusivité en France par Faction X.
Il est entré dans le GayVN Hall of Fame en février 2008.

## Vidéographie
- The Best of Thugporn.com (Pitbull Productions) avec Supreme (aka Castro) et Romeo.
- Bottoms Up: T Malone (Pitbull Productions/Liquid Dreamz Entertainment) avec T Malone, Camron, Ass Professor, Kapone X, Phyre, Polo, Tiger Tyson et Simon Angel.
- In The Heat (Pitbull Productions) avec Megabody.
- Meat Wackers 5 (Pitbull Productions) avec Armeretto, Fubue, Jay, 4SHO, Kil' Bit, Butta Cream, Sebastian, Cino G, Lexxus, Peanut FOOTAGE EXTRA: Tiger Tyson et Big Red.
- The Show, Part 1 (Pitbull Productions) avec Tiger Tyson, T Malone, Camron, Double R et Supreme aka Castro.
- The Show, Part 2 (Pitbull Productions) avec Tiger Tyson, T Malone, Camron, Double R et Supreme aka Castro.
- Steel Curtain (Pitbull Productions) avec Tiger Tyson, Jason Tiya, Viper, Chaos, Pinky, Carmello, Kidd, Rhythm, Kidd Kaj, The Rock, Fly Guy.
- Take 'em Down (Pitbull Productions) avec Lex Laziruzz, Supreme, Romeo, Butter et Boi Pusee.
- Take 'em Down 2 (Pitbull Productions) avec Bandit, Camron, Gangstas Angel, Peanut, Pinky, T, Marshawn et Supreme (aka Castro)
- Tiger Tyson Secrets (Pitbull Productions) avec Black, Carter, Chaos, Ludacris, Peanut Butta, Ransom, Shorty Ruff et Timberland.
- Tiger Tyson Strikes Back (Pitbull Productions) avec Baby Boi, Jeremy Blast, Shawnty Black, Skyy, The Dicksman, The Rock et Will.
- Tiger Tyson's Eiffel Tower - Paris Is Mine (Pitbull Productions) avec Tiger Tyson, Jordan et Remy.
- Way You Like It, The (Pitbull Productions) avec Lazarus, Joel Valez, Chris Pleasure, Devin Do-more, Afro Man, Alex Cruz, El Jadeno et T-Malone.

## Récompenses
- 2007 : Blatino Erotica Awards